# Antiche unità di misura della provincia di Lucca
Sono qui riportate le conversioni tra le antiche unità di misura in uso nella provincia di Lucca e il sistema metrico decimale, così come stabilite ufficialmente nel 1877.
Nonostante l'apparente precisione nelle tavole, in molti casi è necessario considerare che i campioni utilizzati (anche per le tavole di epoca napoleonica) erano di fattura approssimativa o discordanti tra loro.
A causa del metodo inappropriato utilizzato nelle province toscane nel 1808 e a causa dell'impossibilità di reperire tutti i campioni originali, nel 1877 venne stabilito di utilizzare per le unità toscane i valori del 1808 però in forma approssimata.

## Misure di lunghezza
| Comuni | Denominazione           | Valore | Unità |
| --- | ----------------------- | ------ | ----- |
| Tutti i comuni | Braccio fiorentino      | 0,5836 | m     |
| Tutti i comuni | Passetto                | 1,1673 | m     |
| Tutti i comuni | Canna agrimensoria      | 2,9181 | m     |
| Lucca, Bagni di Lucca, Borgo a Mozzano, Camaiore, Capannori, Coreglia Antelminelli, Pescaglia, Viareggio, Villa Basilica, Massarosa | Braccio di Lucca        | 0,5905 | m     |
| Lucca, Bagni di Lucca, Borgo a Mozzano, Camaiore, Capannori, Coreglia Antelminelli, Pescaglia, Viareggio, Villa Basilica, Massarosa | Passetto di Lucca       | 2,3620 | m     |
| Lucca, Bagni di Lucca, Borgo a Mozzano, Camaiore, Capannori, Coreglia Antelminelli, Pescaglia, Viareggio, Villa Basilica, Massarosa | Pertica di Lucca        | 2,9525 | m     |
| Montecarlo | Braccio antico          | 0,5934 | m     |
| Montecarlo | Braccio antico da terra | 0,5696 | m     |
| Pietrasanta, Stazzema, Serravezza                                                                                                   | Pertica                 | 3,1881 | m     |
| Uzzano | Braccio a terra         | 0,5743 | m     |

Il braccio fiorentino si divide in 20 soldi, il soldo in 12 denari, il denaro in 12 punti.
Il passetto, misura da stoffe, è eguale a 2 braccia.
La canna agrimensoria, base delle misure dei terreni, è eguale a 5 braccia.
Una misura di 4 braccia si dice canna mercantile.
Il braccio lucchese si divide in 12 once, l'oncia in 12 punti, il punto in 12 atomi.
La canna lucchese, misura mercantile ed architettonica, è di 4 braccia.
La pertica agrimensoria, base delle misure agrarie, è di 5 braccia.
Il braccio di Lucca secondo documenti che risalgono al 1809 sarebbe eguale a 0,590432 metri. Il suo valore metrico fu però stabilito in 0,5905 metri e scelto così come tipo allorché venne eseguita la triangolazione del già Ducato di Lucca, ed allorché si è proceduto alle operazioni di riforma del Catasto.
Nel comune di Serravezza per la misura del marmo si usava il palmo di Genova eguale a centimetri 25.
La pertica di Pietra Santa è di Braccia fiorentine 5, soldi 9, denari 3.
Il braccio a terra di Uzzano è di soldi 19, denari 8, 2/12 del braccio fiorentino.

## Misure di superficie
| Comuni | Denominazione            | Valore  | Unità |
| --- | ------------------------ | ------- | ----- |
| Tutti i comuni | Braccio quadrato         | 0,3406  | m²    |
| Tutti i comuni | Quadrato                 | 3406,19 | m²    |
| Lucca, Bagni di Lucca, Borgo a Mozzano, Camaiore, Capannori, Coreglia, Pescaglia, Viareggio, Villa Basilica, Massarosa | Braccio quadrato         | 0,3487  | m²    |
| Lucca, Bagni di Lucca, Borgo a Mozzano, Camaiore, Capannori, Coreglia, Pescaglia, Viareggio, Villa Basilica, Massarosa | Canna quadrata           | 5,5790  | m²    |
| Lucca, Bagni di Lucca, Borgo a Mozzano, Camaiore, Capannori, Coreglia, Pescaglia, Viareggio, Villa Basilica, Massarosa | Coltra                   | 4009,94 | m²    |
| Massa e Cozzile, Borgo a Buggiano                                                                                      | Coltra                   | 4087,43 | m²    |
| Montecarlo | Braccio quadrato         | 0,3521  | m²    |
| Montecarlo | Coltra                   | 3893,92 | m²    |
| Pietra Santa, Stazzema, Serravezza                                                                                     | Staio                    | 1016,37 | m²    |
| Montecarlo | Braccio a terra quadrato | 0,3245  | m²    |
| Uzzano | Coltra                   | 4010    | m²    |

Il quadrato, misura agraria, si divide in 10 tavole, la tavola in 10 pertiche, la pertica in 10 deche, la deca in 10 braccia quadrate.
La coltra di Lucca, misura agraria, corrisponde a 460 pertiche quadrate, e si divide in 4 quartieri, ciascuno dei quali di 115 pertiche quadrate.
Il braccio quadrato noi conteggi si divideva in 12 parti eguali denominate once superficiali, comprendenti ciascuna 12 once quadrate.
L'oncia superficiale si divide in 12 punti superficiali, il punto superficiale in 12 atomi superficiali.
La coltra di Montecarlo, corrispondente a braccia fiorentine quadrate 11431,888 si divide in 4 quartieri, il quartiere in 30 scale, la scala in 14 pertiche quadrate, la pertica in 25 braccia a terra quadrate.
La coltra di Borgo a Buggiano si divide in 4 quartieri, il quartiere in 30 scale, la scala in 4 pertiche, la pertica in 25 braccia quadrate fiorentine.
Lo staio di Pietra Santa, misura agraria, è di braccia quadrate fiorentine 2983,8900 e si divide in 100 pertiche quadrate.
La coltra di Uzzano si divide in quattro quartieri, il quartiere in 30 scale, la scala in 4 pertiche, la pertica in 25 braccia quadrate.

## Misure di volume
| Comuni | Denominazione | Valore | Unità |
| --- | ------------- | ------ | ----- |
| Tutti i comuni | Traino        | 397,6  | L     |
| Tutti i comuni | Braccio cubo  | 198,8  | L     |
| Tutti i comuni | Catasta       | 4771,1 | L     |
| Lucca, Bagni di Lucca, Borgo a Mozzano, Camaiore, Capannori, Coreglia, Pescaglia, Viareggio, Villa Basilica, Massarosa | Braccio cubo  | 205,9  | L     |
| Lucca, Bagni di Lucca, Borgo a Mozzano, Camaiore, Capannori, Coreglia, Pescaglia, Viareggio, Villa Basilica, Massarosa | Scadiglio     | 3294,4 | L     |
| Barga | Passo         | 2385,5 | L     |
| Pescia, Vellano, Montecarlo                                                                                            | Catasta       | 3578,3 | L     |
| Pescia, Vellano, Montecarlo                                                                                            | Braccio cubo  | 208,9  | L     |

Il traino, misura del legname da costruzione, è di due braccia cube.
Il braccio cubo si divide in 6 bracciola o braccia di traino, il bracciolo in 12 once di traino, l'oncia di traino in soldi cubi 111 1/9, il soldo cubo in 27 quattrini cubi, il quattrino cubo in 10 denari cubi.
La catasta, misura per la legna da fuoco, è di 24 braccia cube, e si divide in metà, terzi, quarti, ecc.
La catasta è rappresentata da un parallelepido rettangolo avente 6 braccia di lunghezza, 1 1/2 di larghezza e 2 di altezza.
Il braccio cubo di Lucca si divide in 12 once solide, l'oncia in 12 punti solidi, il punto in 12 atomi solidi.
Lo scandigiio di Lucca, misura per le pietre da taglio e per i sassi spaccati corrisponde a 16 braccia cube.
Il passo di Barga, misura per il legno da fuoco, è di 12 braccia cube fiorentine.
La catasta di Pescia, misura da legname, corrisponde a 18 braccia cube. Talora però si fa di sole 16 braccia cube, ed allora corrisponde a steri 3,1807.

## Misure di capacità per gli aridi
| Comuni | Denominazione | Valore  | Unità |
| --- | ------------- | ------- | ----- |
| Tutti i comuni | Sacco         | 73,0886 | L     |
| Tutti i comuni | Staio         | 24,3629 | L     |
| Tutti i comuni | Quartuccio    | 0,3807  | L     |
| Lucca, Bagni di Locca, Borgo a Mozzano, Camaiore, Capannori, Coreglia, Pescaglia, Viareggio, Villa Basilica, Massarosa | Staio         | 24,4299 | L     |
| Pescia, Uzzano, Montecarlo, Massa e Cozzile, Borgo a Buggiano, Vellano                                                 | Staio raso    | 25,1737 | L     |
| Pescia, Uzzano, Montecarlo, Massa e Cozzile, Borgo a Buggiano, Vellano                                                 | Staio colmo   | 26,3931 | L     |
| Serravezza, Stazzema, Pescaglia                                                                                        | Staio         | 24,36   | L     |

Il sacco si divide in 3 staia, lo staio in 2 mine, la mina in 2 quarti, il quarto in 8 mezzette, la mezzetta in 2 quartucci.
8 sacchi fanno il moggio.
Lo staio di Lucca si divide in 4 quarte, la quarta in 4 quartucci.
2 quarte formano un mezzino; 3 staia fanno un sacco.
Nel comune di Vellano conservasi pure l'uso di uno staio antico speciale usato poi contratti antichi di livello, il cui equivalente è ragguagliato a litri 24,831086.
Lo staio di Serravezza si divide in 2 mezzini, il mezzino in 2 quarte, la quarta in 2 bozzoli.
Nel comune di Borgo a Mozzano si faceva pure qualche uso dello staio di Serravezza.

## Misure di capacità per i liquidi
| Comuni | Denominazione             | Valore  | Unità |
| --- | ------------------------- | ------- | ----- |
| Tutti i comuni | Barile fiorentino da vino | 45,5840 | L     |
| Tutti i comuni | Fiasco da vino            | 2,2792  | L     |
| Tutti i comuni | Quartuccio da vino        | 0,2849  | L     |
| Tutti i comuni | Barile fiorentino da olio | 33,4289 | L     |
| Tutti i comuni | Fiasco da olio            | 2,0893  | L     |
| Tutti i comuni | Quartuccio da olio        | 0,2612  | L     |
| Lucca, Bagni di Lucca, Borgo a Mozzano, Camaiore, Capannori, Coreglia, Pescaglia, Viareggio, Villa Basilica, Massarosa | Barile da vino            | 40,2077 | L     |
| Lucca, Bagni di Lucca, Borgo a Mozzano, Camaiore, Capannori, Coreglia, Pescaglia, Viareggio, Villa Basilica, Massarosa | Barile da olio            | 43,7844 | L     |

Il barile fiorentino da vino si divide in 20 fiaschi, il fiasco in 4 mezzette, la mezzetta in 2 quartucci.
2 barili fanno una soma.
2 mezzette fanno un boccale.
Il barile da olio si divide in 16 fiaschi, il fiasco in 4 mezzette, la mezzetta in 2 quartucci.
2 barili fanno una soma.
Il barile da vino di Lucca, che si riteneva contenente 120 libbre lucchesi di vino, si divide in 17 fiaschi, il fiasco in 2 boccali, il boccale in 2 mezzette, la mezzetta in 2 quartucci.
Il barile da olio di Lucca, ritenuto pure contenente 120 libbre lucchesi di questo liquido, si divide in 10 libbre grosse o alla grossa di olio, ciascuna delle quali corrispondente a 12 libbre comuni che in questa specialità chiamavasi libbretta.
Nell'ex-Ducato lucchese erano anche in uso due diverse unità di misura per l'olio chiamate indistintamente barile, che furono poi abolite dal governo borbonico, lasciando in vigore le sopra accennate. Una di queste serviva nel distretto delle sei Miglia e l'altra per la marina lucchese. Il primo equivaleva a litri 40,1357 e si divideva in 10 libbre grosse o alla grossa, ciascuna delle quali equivaleva a 11 libbrette o libbre comuni di olio. Il secondo, cioè il barile della marina, equivaleva a litri 47,4331 e si divideva in 10 libbre grosse e alla grossa d'olio, di cui ciascuna contenente 13 libbrette o libbre comuni lucchesi.
Il comune di Pietra Santa usava un barile da olio del peso di libbre 110 antico peso toscano.
Nei comuni di Viareggio e Camaiore si usa talora anche un barile speciale da olio del peso di libbre 130.
Nel comune di Borgo a Buggiano si usava il barile da vino di libbre toscane 140, considerato equivalente a Litri 47,863, ed un barile da olio di libbre 120, ritenuto uguale a litri 40,585.

## Pesi
| Comuni | Denominazione     | Valore | Unità |
| --- | ----------------- | ------ | ----- |
| Tutti i comuni | Libbra fiorentina | 339,5  | g     |
| Lucca, Bagni di Lucca, Borgo a Mozzano, Camaiore, Capannori, Coreglia, Pescaglia, Viareggio, Villa Basilica, Massarosa | Libbra            | 334,5  | g     |

La libbra fiorentina si divide in 12 once, l'oncia in 8 dramme, la dramma in 3 denari, il denaro in 24 grani, il grano in 48 quarantottesimi.
100 libbre fanno un quintale.
150 libbre funno un cantaro comune.
160 libbre fanno un cantaro per la lana e i salumi.
1000 libbre fanno un migliaio.
2000 libbre fanno la tonnellata.
La libbra mercantile serve pure per gli usi farmaceutici.
Il grano della libbra serve pure per gli orefici.
Quattro grani fanno un carato, peso speciale pei gioiellieri.
La libbra di Lucca si divide come la precedente.
Gli orefici ed i gioiellieri usavano esclusivamente la tibbra toscana sopra indicati, designandola col nome di libbra di zecca.
Per gli usi farmaceutici era invece adoperata la libbra di Lucca nei comuni dell'antico Ducato di Lucca.

## Territorio
Nel 1874 nella provincia di Lucca erano presenti 22 comuni divisi in 13 mandamenti; era presente il solo circondario di Lucca.
- Lucca (città) • Lucca
- Lucca (campagna) • Lucca
- Barga • Barga, Coreglia Antelminelli
- Borgo a Mozzano • Bagni di Lucca, Borgo a Mozzano, Pescaglia
- Buggiano • Buggiano, Massa e Cozzile
- Camaiore • Camaiore
- Capannori I • Lucca
- Capannori II • Capannori, Villa Basilica
- Monsummano • Monsummano, Montecatini Val di Nievole
- Pescia • Montecarlo, Pescia, Uzzano, Vellano
- Pietrasanta • Pietrasanta
- Seravezza • Seravezza, Stazzema
- Viareggio • Massarosa, Viareggio